# Omiodes spoliatalis
Omiodes spoliatalis là một loài bướm đêm trong họ Crambidae.